# 구미시·군위군·성주군·선산군·칠곡군
구미시·군위군·성주군·선산군·칠곡군은 대한민국의 옛 국회의원 선거구이다. 당시 경상북도 구미시, 군위군, 성주군, 선산군, 칠곡군 지역을 관할했다.

## 역사
1978년 2월, 선산군 구미읍·칠곡군 인동면이 구미시로 승격되었다. 이에 제10대 국회의원 선거를 앞두고 군위군·성주군·선산군·칠곡군 선거구가 구미시·군위군·성주군·선산군·칠곡군 선거구로 개편되었다.
제11대 국회의원 선거를 앞두고 선거구가 개편되면서 성주군이 달성군, 고령군과 함께 달성군·고령군·성주군 선거구를 이루게 되고 나머지 구미시, 군위군, 선산군, 칠곡군이 구미시·군위군·선산군·칠곡군 선거구를 이루게 됨에 따라 폐지되었다.

## 역대 국회의원
| 선거   | 정당 | 정당       | 1위 의원 | 정당 | 정당   | 2위 의원 |
| ------ | ---- | ---------- | -------- | ---- | ------ | -------- |
| 1978년 |      | 민주공화당 | 신현확   |      | 무소속 | 김현규   |

## 역대 선거 결과

### 대한민국 제10대 국회의원 선거
|  | 30.95% |

|  | 26.78% |

|  | 19.93% |

|  | 9.32% |

|  | 7.66% |

|  | 2.77% |

|  | 2.55% |